# Marma nigritarsis
Marma nigritarsis är en spindelart som först beskrevs av Eugène Simon 1900. 
Marma nigritarsis ingår i släktet Marma och familjen hoppspindlar. Inga underarter finns listade i Catalogue of Life.